# تاونغيي
تاونغيي هي عاصمة وأكبر مدينة في ولاية شان،ميانمار. تاونغيي هي خامس أكبر مدينة في ميانمار.